# Oenothera simplex
Oenothera simplex là một loài thực vật có hoa trong họ Anh thảo chiều. Loài này được (Small) Tidestr. mô tả khoa học đầu tiên năm 1935.